# Квіткоїд сан-кристобальський
Квіткоїд сан-кристобальський (Dicaeum tristrami) — вид горобцеподібних птахів родини квіткоїдових (Dicaeidae). Названий на честь англійського орнітолога Генрі Бейкера Трістрама.

## Поширення
Ендемік острова Макіра (Соломонові Острови. Населяє первинні ліси та вторинні рослини, найчастіше в горах.

## Спосіб життя
Як і інші квіткоїди, харчується переважно фруктами, особливо інжиром та омелою. Він також доповнює свій раціон павуками. Здобування корму здійснюється в кронах дерев поодинці або парами.